# Knipowitschia croatica
Knipowitschia croatica là một loài cá thuộc họ Gobiidae. Nó được tìm thấy ở Bosnia và Herzegovina và Croatia. Các môi trường sống tự nhiên của chúng là sông có nước theo mùa, suối nước ngọt, và karst nội địa. Nó bị đe dọa do mất môi trường sống.